# Кондрашин Кирило Петрович
Кири́ло Петро́вич Кондра́шин (21 лютого (6 березня) 1914, Москва — 7 березня 1981, Амстердам) — радянський диригент, Народний артист СРСР (1972).
Закінчив Московську консерваторію у класі Б. Хайкіна 1936 року. Після закінчення працював у Малому театрі в Ленінграді, з 1943 по 1956 — у Большому театрі. З 1956 року проводив активну гасторльну діяльність, у 1960–1975 очолював Симфонічний оркестр Московської філармонії.
1978 року Кондрашин покинув СРСР, отримавши посаду головного запрошеного диригента оркестру Концертгебау в Нідерландах. Через 3 роки помер від інфаркту.
Значне місце у творчості Кондрашина займали твори сучасних композиторів, зокрема Кондрашин записав усі 15 симфоній Д. Шостаковича (№ 4 та № 13 були виконані ним уперше), численні твори Хіндеміта, Бартока, Свірідова, а також цикл симфоній Малера.